# Danton (album)
Pour les articles homonymes, voir Danton (homonymie).
Albums de Michel Sardou
Olympia 71 La Maladie d'amour
Singles
1. Bonsoir Clara
Sortie : mai 1972
2. Un enfant
Sortie : 1972
3. Le Surveillant général
Sortie : décembre 1972

Danton est le deuxième album studio de Michel Sardou enregistré au studio C.B.E et paru chez Tréma en Janvier 1972.
Paru à l'origine sous le simple titre Michel Sardou, il est souvent désigné sous le titre Danton, première chanson de l'album.

## Histoire
Troisième album studio de Sardou, Danton va provoquer de nouveau un scandale, d'une part pour la pochette[réf. nécessaire] : on y voit Sardou, les yeux bandés, les mains attachées derrière le dos avec son nom écrit sur un mur. D'un autre point, il fait scandale surtout avec Bonsoir Clara[Information douteuse], succès où avec humour il brocarde le mariage. Chanson qui lui forge une image de macho[réf. nécessaire]. Récidive, sur le même thème, il a déjà chanté en 1971, Vive la mariée (face B du 45 tours Le rire du sergent).
Les autres chansons parues en single sont Un enfant et Le Surveillant général qui très vite va s'imposer comme un standard du chanteur.
L’album propose également un nouvel enregistrement de la chanson Monsieur le Président de France, précédemment présente sur son premier album studio J'habite en France.
L'album s'est vendu à 352 000 exemplaires en France.

### Autour de l'album
- Référence originale : Tréma 6 332 951[3]

## Titres

### Album original
| No  | Titre                           | Paroles                         | Musique            | Durée |
| --- | ------------------------------- | ------------------------------- | ------------------ | ----- |
| 1.  | Danton                          | Michel Sardou - Maurice Vidalin | Jacques Revaux     | 4:59  |
| 2.  | La Chanson d’adieu              | Michel Sardou - Yves Dessca     | Jacques Revaux     | 2:35  |
| 3.  | Bonsoir Clara                   | Michel Sardou - Yves Dessca     | Jacques Revaux     | 3:08  |
| 4.  | Le vieux est de retour          | Michel Sardou                   | Jacques Revaux     | 2:45  |
| 5.  | Les Gens du show-business       | Michel Sardou - Yves Dessca     | Jacques Revaux     | 2:30  |
| 6.  | J’ai chanté                     | Michel Sardou - Yves Dessca     | Jacques Revaux     | 2:46  |
| 7.  | Le Fils de Ferdinand            | Michel Sardou - Yves Dessca     | Jacques Revaux     | 2:33  |
| 8.  | Cinq ans passés                 | Michel Sardou - Yves Dessca     | Georges Garvarentz | 3:47  |
| 9.  | Monsieur le Président de France | Michel Sardou                   | Jacques Revaux     | 2:49  |
| 10. | Mon mal de foie                 | Michel Sardou                   | Jacques Revaux     | 3:04  |
| 11. | Un enfant                       | Michel Sardou                   | Jacques Revaux     | 3:28  |
| 12. | Le Surveillant général          | Michel Sardou                   | Jacques Revaux     | 2:42  |

### Titres bonus
Cet album a été réédité en 2004 sous le label AZ. Cette réédition comporte Avec l'amour comme titre supplémentaire.

## Crédits
- Arrangements et direction d'orchestre : Jean Claudric (Titres 1, 3, 4 et 6), Guy Guermeur (Titres 2, 8, 10, 11, 12), Raymond Donnez (Titres 5 et 7) et Jean-Claude Petit (Titre 9)
- Prise de son : Bernard Estardy
- Production : Jacques Revaux et Régis Talar

## Singles
- 1972 : Avec l'amour / Bonsoir Clara
- 1972 : La Chanson d'adieu / Le Surveillant général
- 1972 : Un enfant / Les Gens du Show Business